# فرودگاه بین‌المللی ماکائو
فرودگاه بین‌المللی ماکائو (به انگلیسی: Macau International Airport) (به زبان بومی: Aeroporto Internacional de Macau) یک فرودگاه همگانی با کد یاتا MFM است که یک باند فرود بتن دارد و طول باند آن ۳۴۲۰ متر است. این فرودگاه در کشور ماکائو قرار دارد و در ارتفاع ۶ متری از سطح دریا واقع شده‌است.

## نگارخانه

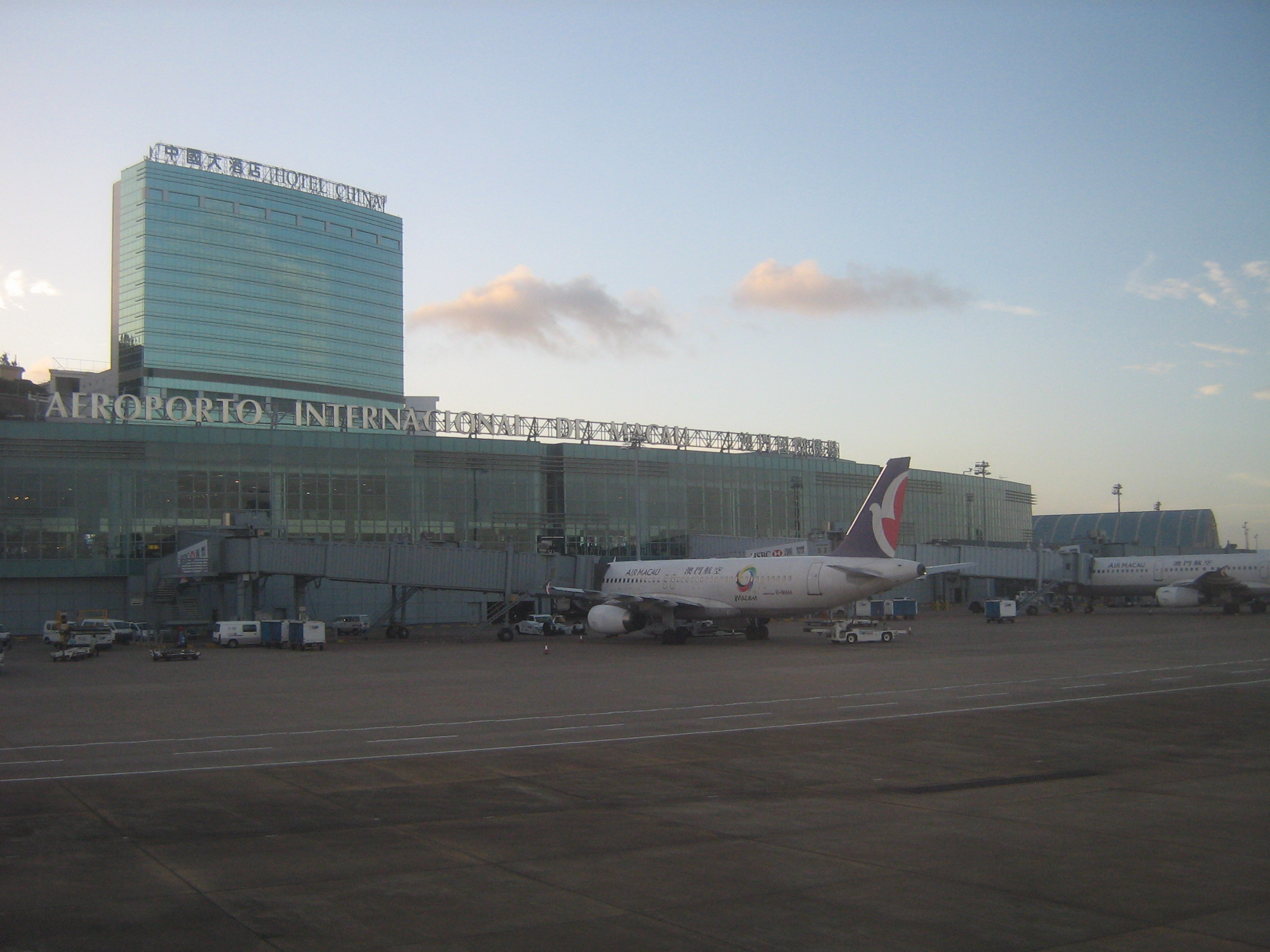
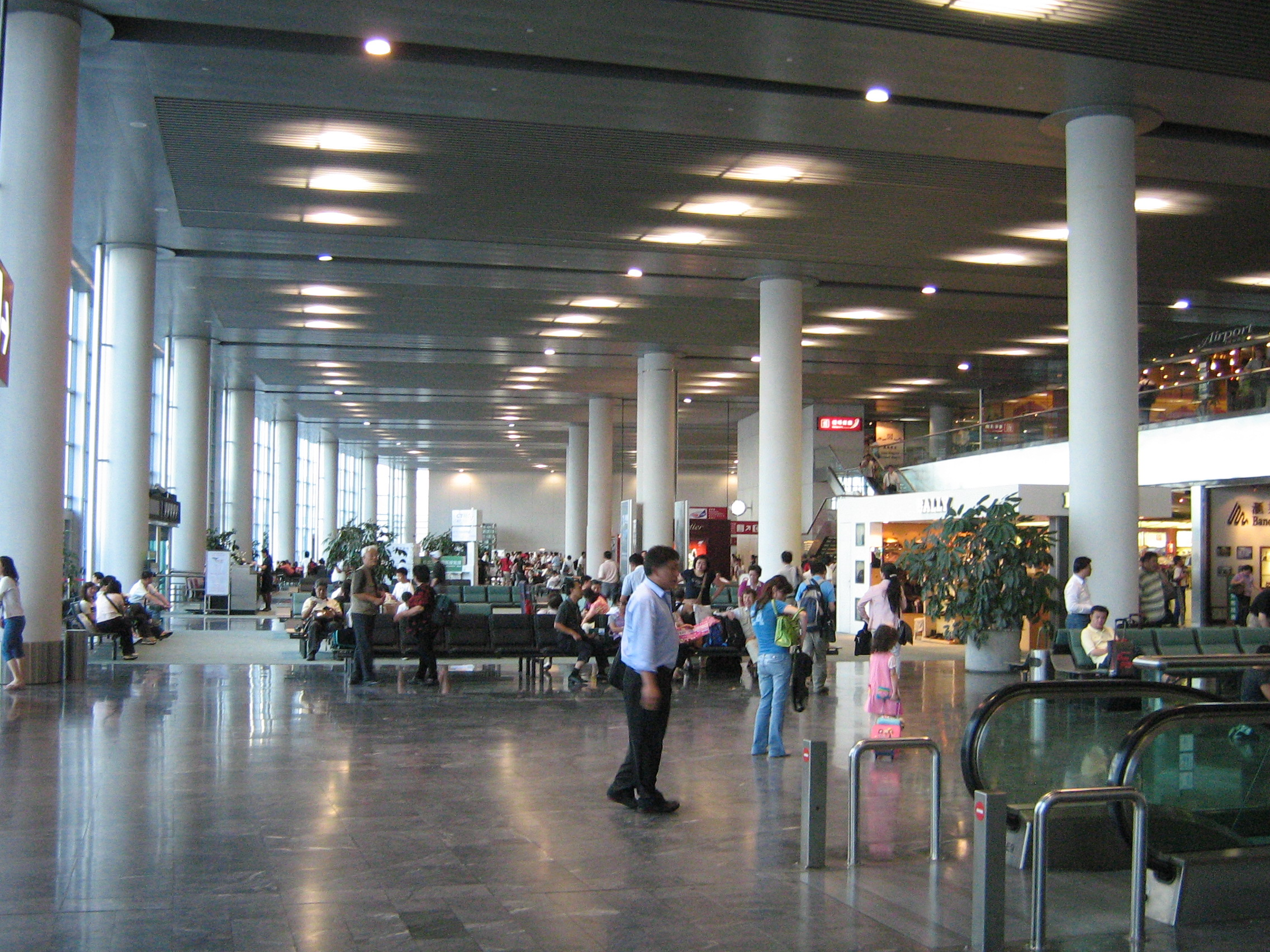
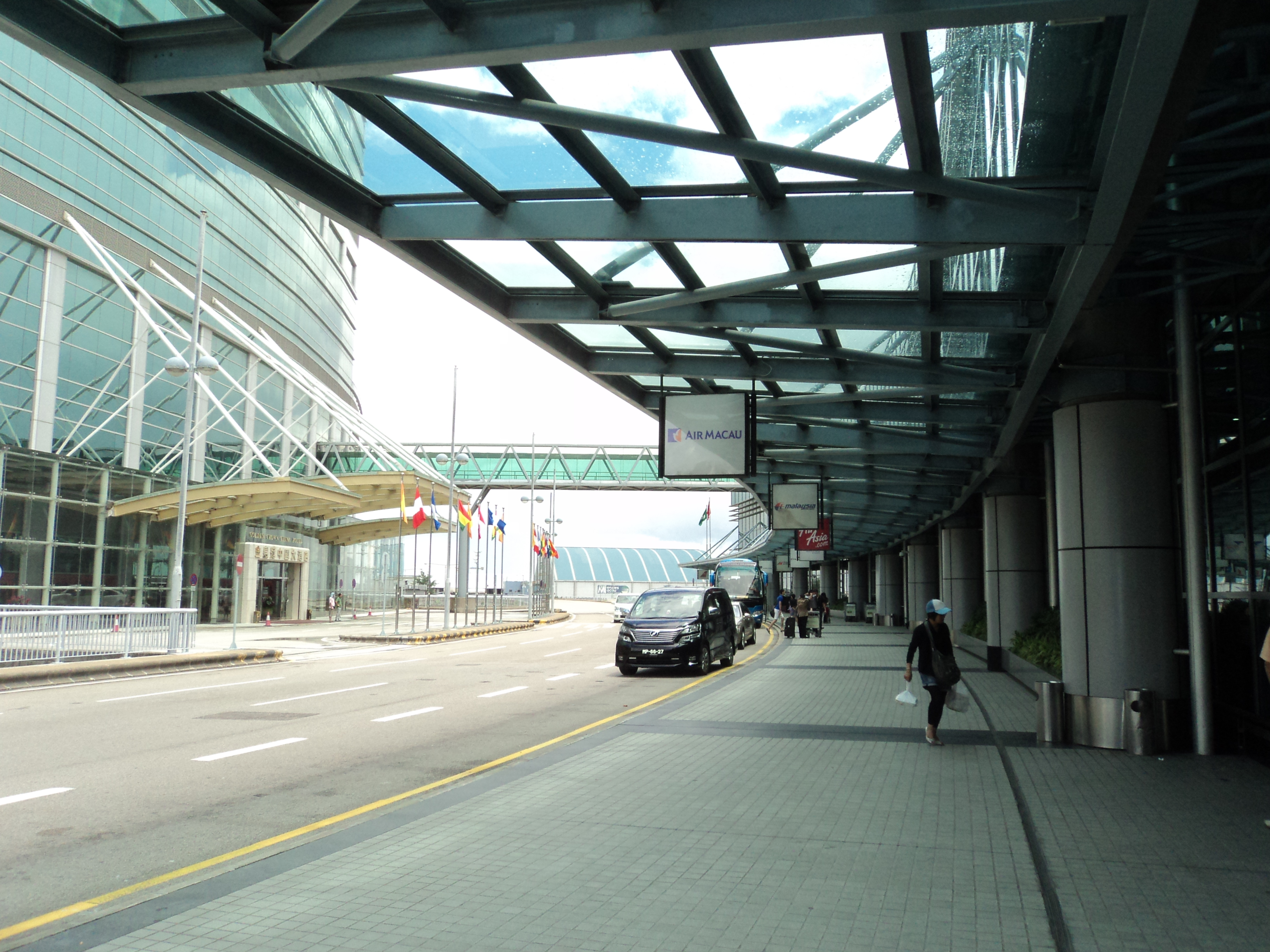

## شرکت‌های هواپیمایی و مقصدهای پروازی

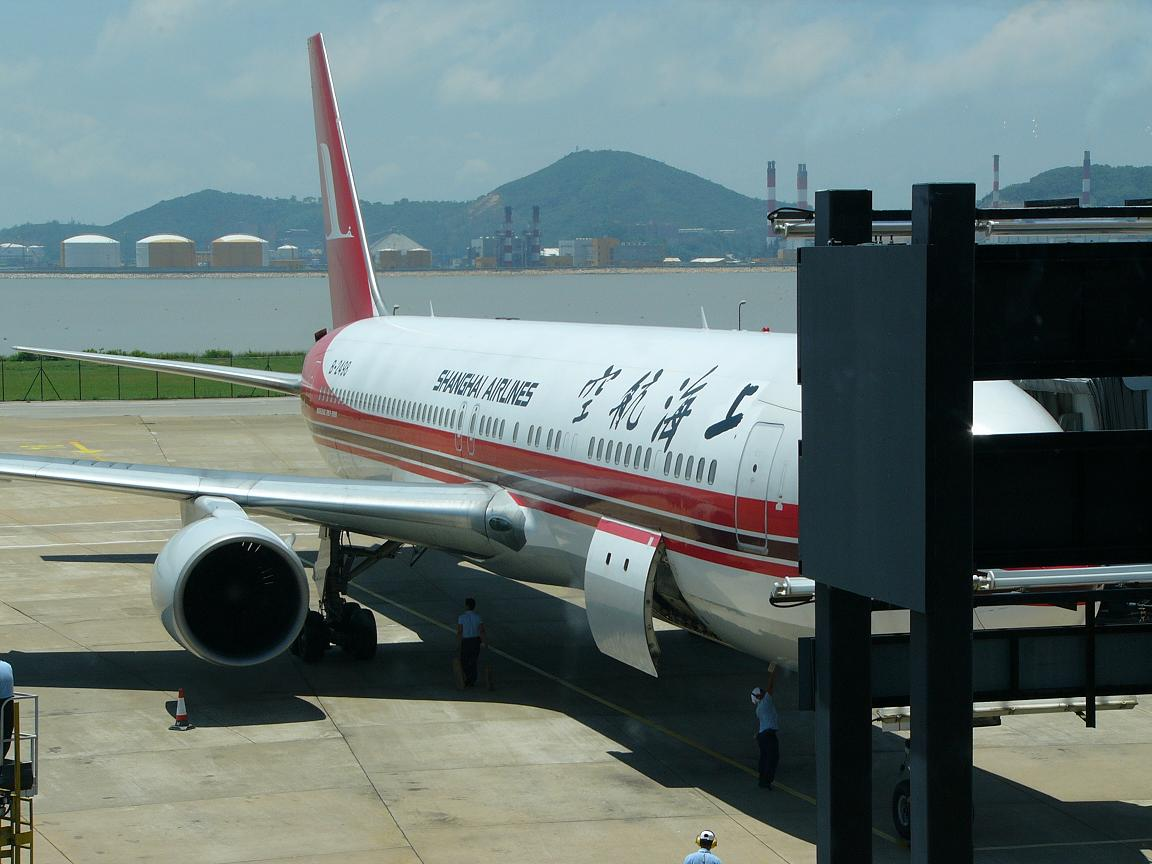
فرودگاه بین‌المللی ماکائو

| شرکت‌های هواپیمایی                          | مقصدهای پروازی |
| ------------------------------------------ | --- |
| ایرآسیا                                    | فرودگاه بین‌المللی کوالالامپور |
| ایر اژیا زست                               | فرودگاه بین‌المللی نینوی آکوئینو |
| Air Busan                                  | فرودگاه بین‌المللی گیمهی |
| ایر چاینا                                  | فرودگاه بین‌المللی ووهان تیانهه |
| ایر ماکائو                                 | فرودگاه بین‌المللی سووارنابومی، فرودگاه بین‌المللی پکن، فرودگاه بین‌المللی چانگشا هوانگهوا، فرودگاه بین‌المللی چنگدو شوانگلیو، فرودگاه بین‌المللی چنگچینگ ییانگبی، فرودگاه بین‌المللی دا نانگ، فرودگاه فوکوئوکا (آغاز از ۲۸ مارس ۲۰۱۶)، فرودگاه بین‌المللی هانگجو ژیاشان، فرودگاه بین‌المللی نوا به، فرودگاه بین‌المللی هفئی ژینگیاو، فرودگاه بین‌المللی گاوشیونگ، فرودگاه بین‌المللی نانجینگ لوکو، فرودگاه بین‌المللی نانینگ ووژو، فرودگاه بین‌المللی نینگبو لیشه، فرودگاه بین‌المللی کانزای، فرودگاه کوانژو جینجیانگ، فرودگاه بین‌المللی شانگهای هونگچیائو، فرودگاه بین‌المللی شانگهای پودنگ، فرودگاه بین‌المللی شنینگ تخین، فرودگاه بین‌المللی اینچئون، فرودگاه بین‌المللی ووسو تائی‌یوان، فرودگاه بین‌المللی تائویوان تایوان، فرودگاه بین‌المللی تیانجین بینهای، فرودگاه بین‌المللی ناریتا، فرودگاه بین‌المللی ونچو یونگچیانگ، فرودگاه بین‌المللی زیامن گائوچی، فرودگاه بین‌المللی ژنگژو سین‌ژنگ چارتر: فرودگاه بین‌المللی ججو |
| باساکا ایر                                 | فرودگاه بین‌المللی پنوم‌پن |
| بیجینگ کپیتال ایرلاینز                     | فرودگاه وانچو ووچیاو |
| سبو پسیفیک                                 | فرودگاه بین‌المللی کلارک، فرودگاه بین‌المللی نینوی آکوئینو |
| هواپیمایی شرقی چین                         | فرودگاه بین‌المللی شانگهای هونگچیائو، فرودگاه بین‌المللی شانگهای پودنگ |
| هواپیمایی جنوبی چین                        | فرودگاه بین‌المللی ووهان تیانهه |
| اوا ایر                                    | فرودگاه بین‌المللی گاوشیونگ، فرودگاه تیچون، فرودگاه بین‌المللی تائویوان تایوان |
| هاینان ایرلاینز                            | فرودگاه بین‌المللی هایکو میلان |
| Jetstar Pacific Airlines                   | فرودگاه بین‌المللی دا نانگ، فرودگاه بین‌المللی کت بای، فرودگاه سایگون |
| Jin Air                                    | فرودگاه بین‌المللی اینچئون |
| جونیائو ایرلاینز                           | فرودگاه بین‌المللی شانگهای پودنگ |
| Mega Maldives                              | چارتر: فرودگاه بین‌المللی رومن ت‌متچول، فرودگاه بین‌المللی ابراهیم نصیر |
| هواپیمایی فیلیپین                          | فرودگاه بین‌المللی نینوی آکوئینو |
| شانگهای ایرلاینز                           | فرودگاه بین‌المللی شانگهای هونگچیائو |
| شنژن ایرلاینز                              | فرودگاه بین‌المللی سانن شوفانگ |
| Siam Air                                   | فرودگاه بین‌المللی دن موئنگ |
| اسپرینگ ایرلاینز                           | فرودگاه بین‌المللی شانگهای پودنگ |
| تای ایراسیا                                | فرودگاه بین‌المللی دن موئنگ، فرودگاه بین‌المللی چیانگ مای، فرودگاه بین‌المللی یو-تاپائو |
| تای ایرویز اینترنشنال اجرا توسط Thai Smile | فرودگاه بین‌المللی سووارنابومی |
| تایگرایر                                   | فرودگاه چانگی سنگاپور |
| تایگرایر تایوان                            | فرودگاه بین‌المللی گاوشیونگ، فرودگاه بین‌المللی تائویوان تایوان |
| ترنس‌آسیا ایرویز                            | فرودگاه بین‌المللی گاوشیونگ، فرودگاه تیچون، فرودگاه بین‌المللی تائویوان تایوان |
| تی وی ایرلاینز                             | فرودگاه بین‌المللی اینچئون |
| ژیامن ایرلاینز                             | فرودگاه بین‌المللی دالیان ژووشویزی، فرودگاه بین‌المللی فوژو چنگل، فرودگاه بین‌المللی هانگجو ژیاشان، فرودگاه کوانژو جینجیانگ، فرودگاه بین‌المللی تیانجین بینهای، فرودگاه بین‌المللی زیامن گائوچی |